# ظافر (اسم)
ظافر هو اسم علم مذكر من أصل عربي، ومعناه هو اسم فاعل الفائز الغالب، وكان لقباً عند بعض القادة والخلفاء مثل الظافر بأمر الله الفاطمي (549هـ). فإسم ظافر أو الظافر عادة يستخدم في البادية أكثر من الحضر نظرا لتفضيل الأباء في البوادي بأن تكون كبيعة أسماء أبنائهم توحي بالقوة والشجاعة والبطولة وهو مايتناسق مع طبيعة الحياة التي يعيشونها ويفضلها سكان البادية.

## شخصيات تحمل الاسم
- ظافر أرجين (ممثل تركي، 30 أغسطس 1942 – )
- ظافر أوزغولتيكين (لاعب كرة قدم تركي، 10 مارس 1975[5] – )
- ظافر الحداد
- ظافر العابدين (ممثل تونسي، 26 نوفمبر 1972 – )
- ظافر العاني (سياسي عراقي، 1958 – )
- ظافر القاسمي (1913 – )
- ظافر بن جابر السكري
- ظافر فرج (لاعب كرة قدم بحريني)
- ظافر هانم (كاتبة تركية، القرن 20 – )
- ظافر يوسف (موسيقي تونسي، 19 نوفمبر 1967[6][7] – )

## وصلات خارجية
- موسوعة السلطان قابوس لأسماء العرب نسخة محفوظة 5 أبريل 2019 على موقع واي باك مشين.